# VARTA
Varta AG — немецкая компания, производитель элементов питания. Кроме неё торговую марку VARTA используют компании Johnson Controls для автомобильных аккумуляторов и Energizer для потребительских элементов питания в Америке и Азии.

## История
Компания была основана Адольфом Мюллером в январе 1888 года в городе Хагене для производства свинцово-кислотных аккумуляторов по технологии, разработанной Анри Тюдором. Основными клиентами компании были электростанции, которым аккумуляторные батареи помогали стабилизировать напряжение. В 1890 году Мюллер организовал новую компанию AFA (Accumulatoren -Fabrik AG, АО «Аккумуляторная фабрика»), на этот раз в партнёрстве с концернами AEG и Siemens, что позволило вывести производство на более высокий уровень. К 1900 году компания снабжала батареями 148 электростанций Германии. К 1909 году были поглощены 11 производителей аккумуляторов в Германии и 14 в других странах (Австро-Венгрии, России и Швейцарии). В 1905 году AFA, AEG и Siemens создали совместное предприятие Gesellschaft fuer elektrische Zugbeleuchtung (GEZ) для производства оборудования для освещения в поездах; Varta оставалась акционером GEZ до 1984 года.
В 1904 году AFA в Берлине открыла дочернее предприятие VARTA Accumulatoren Gesellschaft mbH по производству небольших аккумуляторов для автомобильных фар, телеграфных аппаратов, фонариков и другого оборудования; VARTA было аббревиатурой от нем. Vertrieb, Aufladung, Reparatur Transportabler Akkumulatoren — «продажа, зарядка и восстановление портативных элементов питания». В 1914 году был изобретён электрический стартёр, и вскоре автомобильные аккумуляторы стали одним из основных видов продукции VARTA. В 1913 году новое дочернее предприятие, Deutsche Edison Akkumulatoren Company GmbH (DEAC), начало производство железо-щелочных элементов питания, изобретённых Томасом Эдисоном. В 1923 году один из конкурентов AFA, компания Pertrix Chemische Fabrik, изобрела одноразовые сухие элементы питания; в 1925 году AFA приобрела лицензию на их производство, а через год поглотила эту компанию. К 1928 году выпускалось по 120 млн сухих элементов Pertrix в год, в основном они предназначались для радиоприёмников. В 1923 году Гюнтер Квандт приобрёл контрольный пакет акций AFA, семья Квандт продолжала контролировать компанию вплоть до 2006 года.
В 1937 году началось строительство нового завода в Ганновере, после окончания Второй мировой войны он стал основной производственной площадкой компании, поскольку завод в Берлине оказался в советском секторе, на его основе было создано предприятие BAE Batterien. Завод в Хагене возобновил работу в 1948 году, а в 1949 году был открыт новый завод в Эльвангене, где начался выпуск батареек Pertrix. В 1950 году был куплен производитель изделий из пластмассы Robert’Schneider, он был переименован в Varta-Plastic.
В 1962 году AFA была переименована в Varta AG, вскоре бренды DEAC и Pertrix также были заменены на Varta. В 1968 году в Краутшайде был открыт завод по переработке старых аккумуляторов. В 1977 году неосновные направления деятельности были отделены в две самостоятельные компании — Altana (фармацевтика и отдельные виды химических производств) и CEAG (электротехника, системы очистки воздуха, шахтёрское оборудование). В 1984 году оборот Varta впервые достиг 1 млрд дойчемарок, рост в основном обеспечивался элементами питания для портативной техники, от калькуляторов до ноутбуков. В 1992 году Varta и Bosch создали совместное предприятие VB Autobatterie по производству автомобильных аккумуляторов. Кроме этого, в 1990-х годах у Varta было несколько совместных проектов с Duracell и Toshiba по производству металлогидридных и литий-ионных аккумуляторов. В середине 1990-х годов Varta начала нести убытки, вызванные как ростом конкуренции, так и ростом цены на свинец. В 1996 году было продано подразделение промышленных аккумуляторов и куплена бразильская компания Microlite, крупнейший производитель батареек в Латинской Америке.
В 2002 году Varta AG распалась на три части, которые были куплены различными компаниями. Подразделение потребительских источников питания VARTA Consumer Batteries было куплено американской корпорацией Rayovac Corporation (Spectrum Brands); подразделение автомобильных аккумуляторных батарей Varta Automotive было продано долями компаниям Johnson Controls (80 %) и Bosch Battery Solutions GmbH (20 %); оставшиеся активы (подразделение миниатюрных элементов питания и систем хранения энергии) у семьи Квандт в 2006 году были куплены швейцарской компании Montana Tech Components. В 2017 году Montana провела размещение акций Varts AG на бирже. В начале 2019 года Energizer купила подразделение VARTA Consumer Batteries, в том же году Varta AG выкупила европейскую часть этого подразделения.

## Деятельность
Подразделения по состоянию на 2022 год:
- потребительские элементы питания — 45 % выручки;
- микробатарейки — 20 % выручки;
- литий-ионные миниатюрные элементы — 17 % выручки;
- системы хранения энергии — 11 % выручки;
- прочее — 6 % выручки.

Основные регионы деятельности: Германия (31 % выручки), остальная Европа (40 %), Китай (11 %), остальная Азия (13 %).